# Långviksskärs naturreservat
Långviksskärs naturreservat är ett naturreservat i Värmdö kommun i Stockholms län.
Området är naturskyddat sedan 1983 och är 28 hektar stort. Reservatet omfattar ön Långviksskär och omgivande skärgård där kända naturhamnar som Hallskär och Söderö ingår. På Söderö finns ett knappt 20 meter högt berg, vilket är ovanligt högt för den här delen av skärgården. Berget kallas Tunnan och på dess topp står ett gammalt stenkummel. Tärnskär, som är känd som en bra fågellokal och för sin sandlagun, ligger längst österut i naturreservatet. Reservatet består av hällmark, betesmark och några lövträd.